# تعقیب (مینی‌سریال)
تعقیب (به انگلیسی: Manhunt) مینی‌سریالی آمریکایی در ژانر درام تاریخی و براساس کتاب تعقیب جنایتکار: ۱۲ روز تعقیب قاتل لینکلن (به انگلیسی: Manhunt: The 12-Day Chase for Lincoln's Killer) نوشتهٔ جیمز ال سونسن ساخته شده است.
داستان این مجموعهٔ تلویزیونی حول ماجرای ترور آبراهام لینکلن و کوشش ادوین استانتون، وزیر جنگ کابینهٔ لینکلن، در جهت یافتن جان ویلکس بوث، قاتل رئیس‌جمهور و سپس مجازات مشارکت‌کنندگان در این ترور می‌چرخد.
شورانر این مینی‌سریال، مونیکا بلتسکی است و کارگردان آن کارل فرانکلین می‌باشد. نخستین قسمت سریال از سوی اپل تی‌وی پلاس در ۱۵ مارس ۲۰۲۴ منتشر شد.

## بازیگران
- توبیاس منزیس در نقش ادوین استانتون
- آنتونی بویل در نقش جان ویلکس بوث
- لاوی سیمون در نقش مری سیمز
- گلن مورشور در نقش اندرو جانسون
- همیش لینکلیتر در نقش آبراهام لینکلن